# Szent arkangyalok fatemplom (Porzson)
A porzsoni Szent arkangyalok fatemplom műemlékké nyilvánított épület Romániában, Temes megyében. A romániai műemlékek jegyzékében az  TM-II-m-A-06275 sorszámon szerepel.

## Leírása
A tölgyfából készült zsindelyes templom külső falait földdel tapasztották be. Az apszis hatszögű. A tornyot a barokkra jellemző gombok díszitik. A belső falakat festmények borítják; a naosz nyugati részén a festményeket az 1954-ben készült emelvény takarja.